# Monika Wulf-Mathies
Monika Wulf-Mathies nata Monika Baier (Wernigerode, 17 marzo 1942) è una sindacalista e politica tedesca.
È stata commissario europeo.

## Formazione e gioventù
Nel 1968 Wulf-Mathies studiò storia, germanistica ed economia presso le università di Amburgo e Friburgo ed ottenne un dottorato ad Amburgo.
Nel 1965 aderì al Partito Socialdemocratico di Germania. Nel 1968 entrò a far parte dell'ufficio stampa del ministro dell'economia Karl Schiller. Nel 1971 cominciò a lavorare presso la cancelleria federale, assumendo poi la guida della sezione per gli affari sociali e la politica sociale. Svolse l'incarico fino al 1976.

## Carriera sindacale
Nel 1976 entrò nel comitato esecutivo del Gewerkschaft Öffentliche Dienste, Transport und Verkehr (ÖTV), il maggiore sindacato tedesco di rappresentanza dei lavoratori dei servizi pubblici e dei trasporti. Si occupò delle politiche sociali, per le donne e per la salute.
Dal 1978 al 1995 ha fatto parte del consiglio di amministrazione di Lufthansa.
Il 29 settembre 1982, su proposta del segretario uscente del sindacato Heinz Kluncker, Wulf-Mathies venne eletta segretaria dell'ÖTV, diventando la prima donna a capo di un sindacato tedesco. Si impegnò per una riduzione dell'orario di lavoro a 35 ore settimanali, ottenendo una prima riduzione a 39,7 ore nel 1984 e a 38,5 ore nel 1988.
Tra il 1989 e il 1995 Wulf-Mathies presiedette l'Internazionale dei lavoratori dei servizi pubblici.

## Commissario europeo

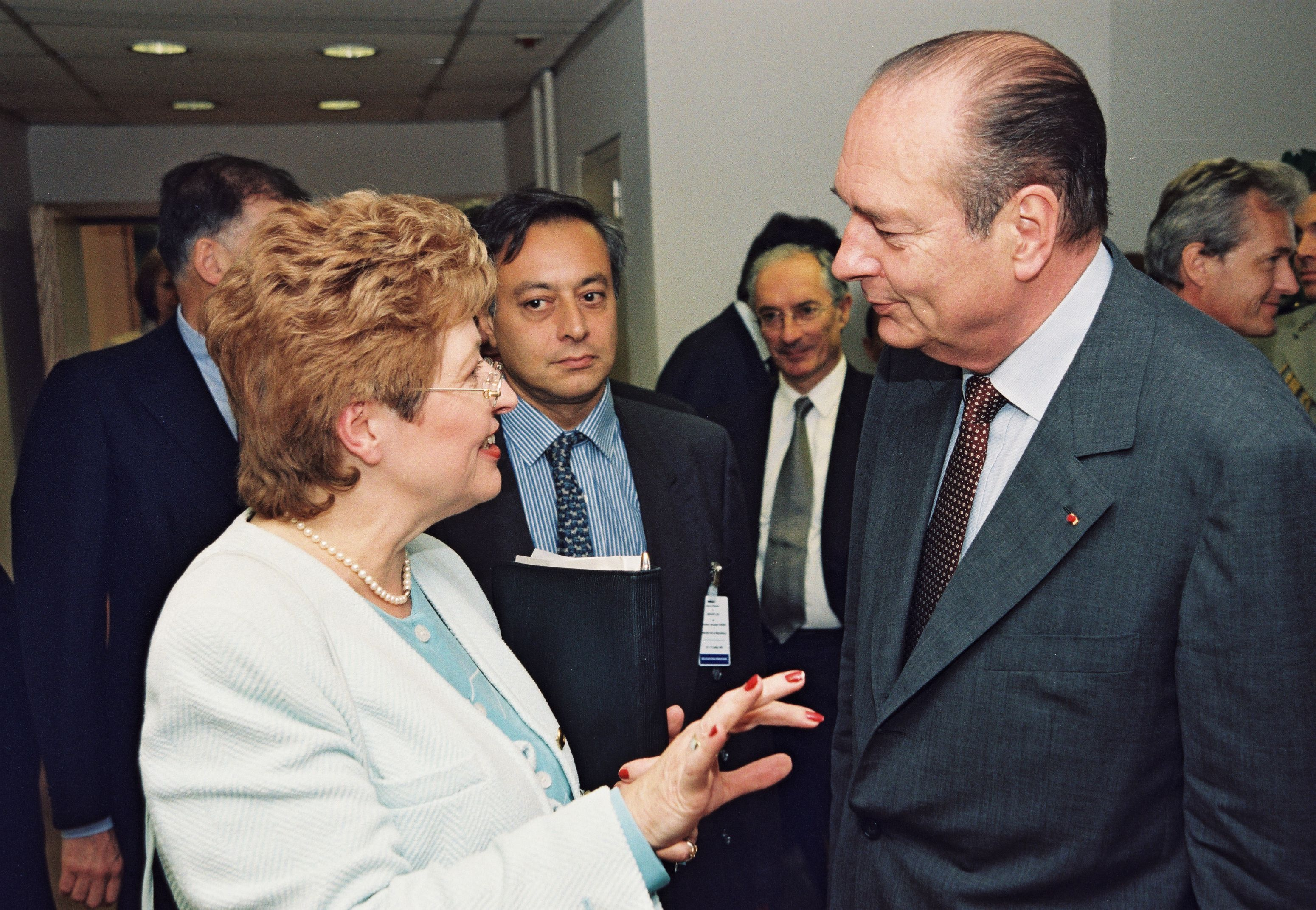
Monika Wul-Mathies insieme al presidente francese Jacques Chirac (1997)

Dal 1995 al 1999 Wulf-Mathies fu commissario europeo per la politica regionale nell'ambito della Commissione Santer. Era responsabile anche dei rapporti tra la Commissione europea e il Comitato delle regioni e del Fondo di coesione (in accordo con i commissari Neil Kinnock e Ritt Bjerregaard).
Nel 1999 venne costretta a dimettersi, assieme al resto della Commissione, a causa di scandali che emersero. Wulf-Mathies venne accusata di nepotismo.
Dal 1999 al 2000 fu consigliera per la politica europea del cancelliere Gerhard Schröder. Svolse l'incarico per uno stipendio simbolico.
Dal 2001 al 2006 Wulf-Mathies presiedette il Movimento europeo della Germania. Attualmente è la sua presidente onoraria.

## Attività successive
Nel 2001 Wulf-Mathies venne nominata vicepresidente esecutiva del dipartimento per la politica pubblica e la sostenibilità di Deutsche Post. Svolse l'incarico fino al 2008. Dal 2009 è consulente del consiglio di amministrazione.
Wulf-Mathies è stata vicesegretario del consiglio di vigilanza di Lufthansa.
Wulf-Mathies è membro del centro studi Konvent für Deutschland e fa parte del comitato consultivo dell'associazione Gegen Vergessen – Für Demokratie.
Dal 2010 presiede anche l'associazione degli amici della Festspielhaus Beethoven di Bonn.

## Vita personale
Wulf-Mathies è sposata dal 1968 con il fisico Carsten Wulf-Mathies.